# 香島
香島可以指：
- 香港
- 香港島
- 香島 (住宅)：香港筲箕灣柴灣道的一個私人屋苑。
- 香島中學：香港傳統左派學校，包括香島中學、將軍澳香島中學、天水圍香島中學。
- 香島道：位於香港黃竹坑和淺水灣的道路。
- 星島日報：香港報章，曾稱「香島日報」。